# Franciszek Orzechowski
Franciszek Orzechowski herbu Oksza (ur. ok. 1650, zm. w 1726) – podwojewodzi przemyski w 1697 roku, podstarości przemyski w latach 1702-1725, sędzia grodzki przemyski w latach 1703-1725, łowczy przemyski w latach 1687-1725, cześnik kijowski w 1686 roku.
Brat Samuela.
Urodził się w rodzinie sędziego ziemskiego sanockiego Hieronima Orzechowskiego. W 1686 objął urząd cześnika kijowskiego po swoim bracie Samuelu. W latach 1687–1725 był łowczym przemyskim. Z ramienia wojewody ruskiego Marka Matczyńskiego był podwojewodzim ziemi przemyskiej. Deputat ziemi przemyskiej do rady stanu rycerskiego rokoszu łowickiego w 1697 roku. Poseł na sejm pacyfikacyjny 1699 roku z województwa ruskiego. W latach 1703–25 pełnił urząd sędziego grodzkiego przemyskiego. Był konsyliarzem ziemi przemyskiejj w konfederacji sandomierskiej 1704 roku. W 1707 posłował z sejmiku wiszeńskiego do cara Piotra I.
Był właścicielem dóbr w Cieszacinie Wielkim, części wsi Niebocko i Jabłonka oraz Cisów w pow. żydaczowskim.